# Тобіко

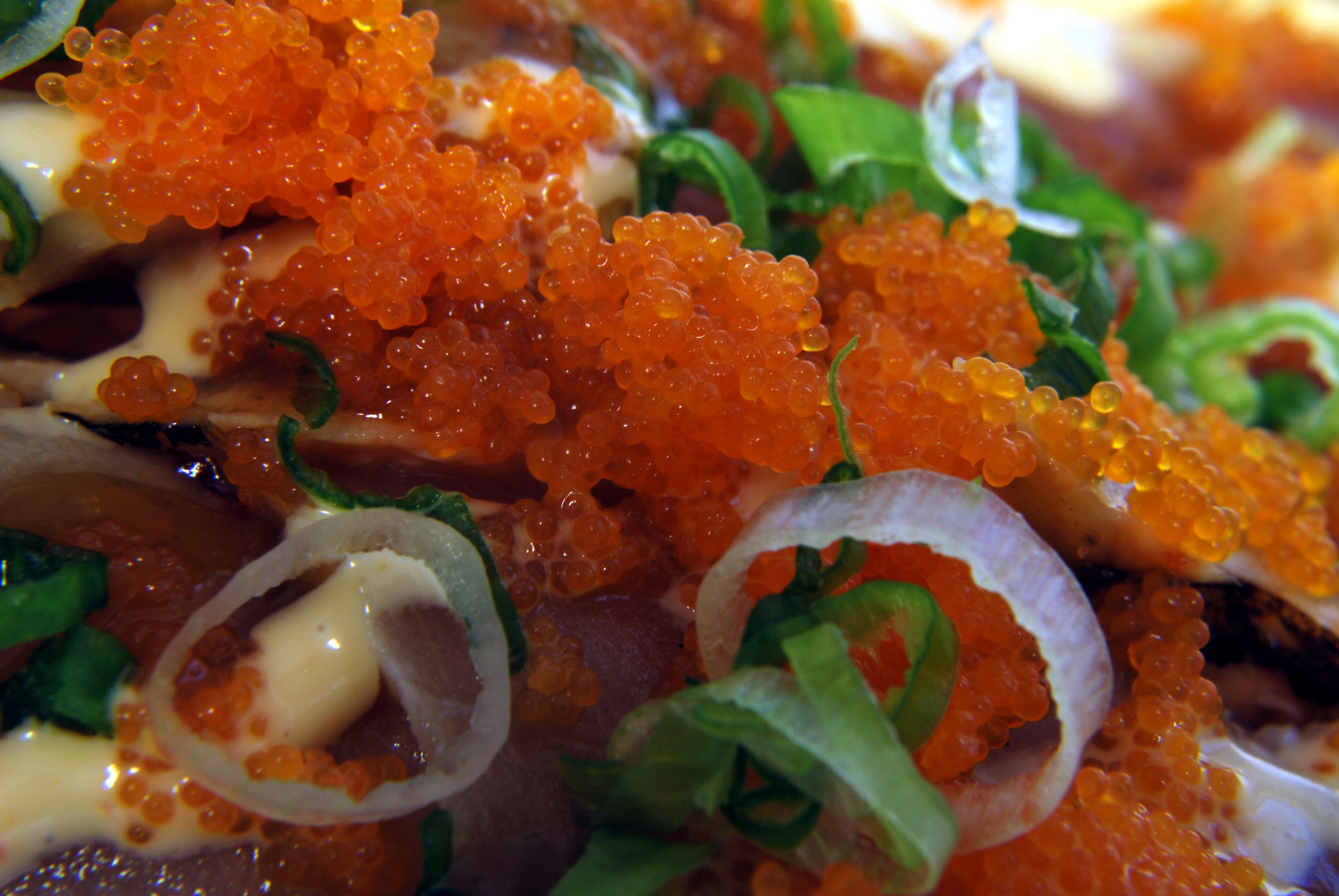
Тобіко у своєму природньому кольорі з тунцем альбакор на грилі

Тобіко (яп. 飛子, とびこ) — японська назва ікри риб, що відносяться до родини летючі риби, яку застосовують для приготування різноманітних видів суші.
Ікринки тобіко невеликі, розміром від 0,5 мм до 0,8 мм. Для порівняння, тобіко крупніше, ніж «масаго» (ікра мойви), але менше, ніж «ікура» (ікра лосося).
Свіжа ікра має червонувато-оранжевий відтінок, копчено-солонуватий смак, хрустку текстуру. Найчастіше тобіко розфарбовують васабі (зелений колір), імбиром (світло-помаранчевий) або чорнилом каракатиці (чорний колір).